# Ecleora powelli
Ecleora powelli är en fjärilsart som beskrevs av Charles Oberthür 1913. Ecleora powelli ingår i släktet Ecleora och familjen mätare. Inga underarter finns listade i Catalogue of Life.